# Schlacht bei Norditi

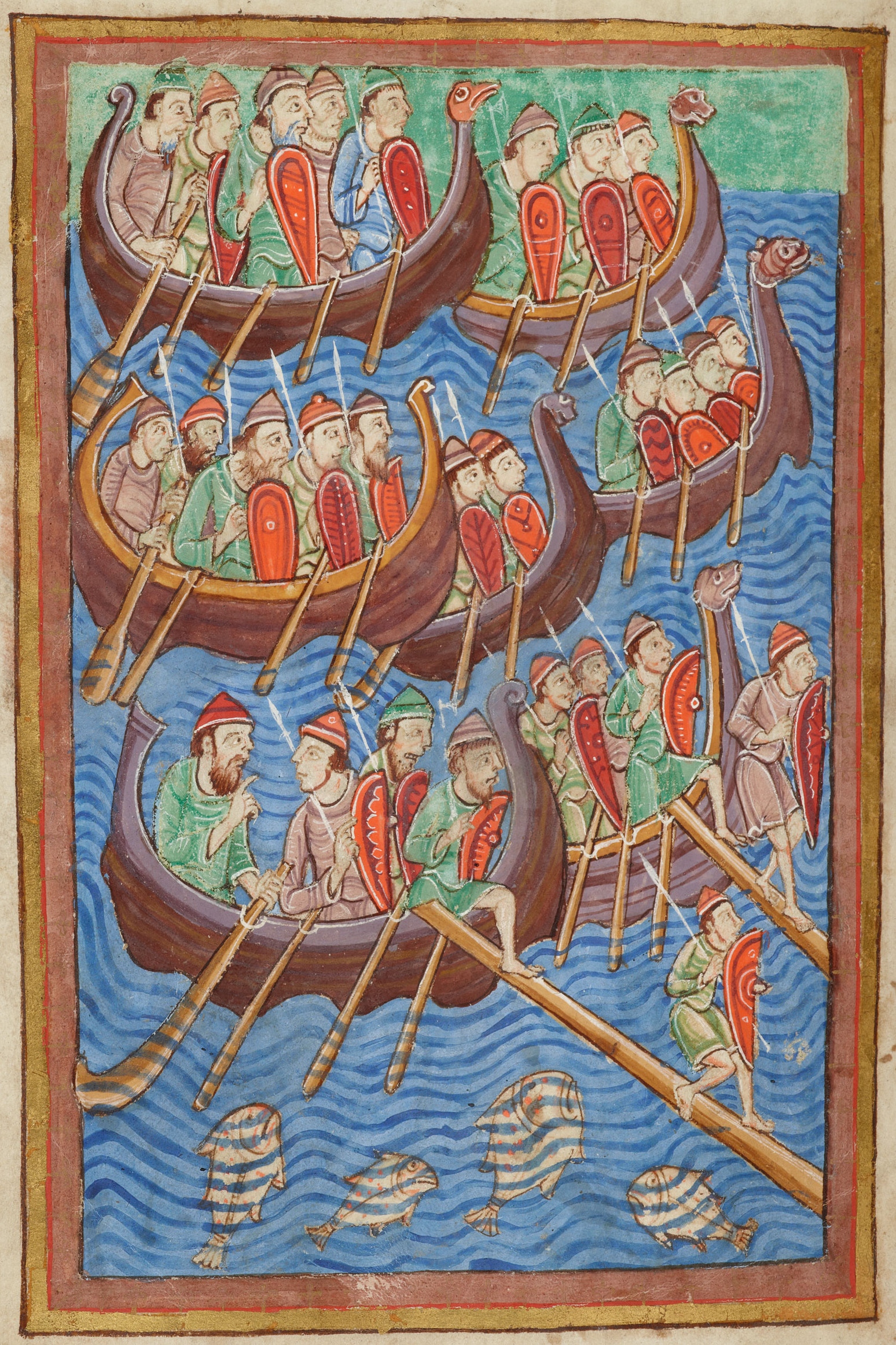
Frühe Darstellung von Seekriegern. Die roten Schilde deuten auf Dänen hin.

Die Schlacht bei Norditi (auch Schlacht von Nordendi oder Schlacht an der Hilgenrieder Bucht) war eine Schlacht zwischen einem friesischen Heer unter Erzbischof Rimbert von Bremen-Hamburg und einem Heer dänischer Wikinger im Jahr 884, die den vollständigen Rückzug der Wikinger aus Ostfriesland zur Folge hatte.

## Die Schlacht
In der zweiten Hälfte des 9. Jahrhunderts richteten dänische Wikinger Stützpunkte an der Ostfriesischen Küste ein, von denen aus sie die heimische Bevölkerung drangsalierten. Auch Erzbischof Rimbert von Bremen-Hamburg, der die von seinem Vorgänger Ansgar begonnene Missionierung der Wikinger in Skandinavien erfolglos hatte abbrechen müssen, war von dieser Bedrohung für Kirche und Reich zutiefst besorgt. Er rief deshalb die friesische Bevölkerung zum Widerstand gegen die Eindringlinge auf, den er im Herbst des Jahres 884 persönlich anführte.
Im Verlauf der folgenden Schlacht gelang es dem friesischen Heer, die Wikinger in die Hilgenrieder Bucht bei Norden (Gemeinde Hagermarsch) zurückzudrängen, wo viele von der einsetzenden Flut überrascht wurden und auf der Flucht ertranken. Nach Adam von Bremen, dem in seiner Kirchengeschichte die Verherrlichung Rimberts ein wichtiges Anliegen war, trug dieser durch seine Worte und Gebete erheblich zu deren glücklichem Ausgang bei, während die lokale Tradition eher den Mut und die Freiheitsliebe der Friesen betont. Nach Adam von Bremen sollen in der Schlacht 10.377 Wikinger getötet und große Schätze von den Friesen erbeutet worden sein, jedoch können diese Angaben nicht überprüft werden und übertrieben sein. Die volkstümliche Norder Überlieferung erzählt weiter, dass Rimbert während der Schlacht auf einem Findling an der Ludgeri-Kirche gebetet haben soll, noch heute habe deshalb das Wasser, das sich in dessen Mulden sammelt, heilende Wirkung gegen Warzen.
Die befreiten Ländereien und erbeuteten Schätze sollen anschließend als Gemeinschaftseigentum verwaltet worden sein. Die „Schlacht von Norditi“ bildet dadurch den Gründungsmythos der „Theelacht“ zu Norden und wird als einer der möglichen Gründe für die Verleihung der Friesischen Freiheit an die friesische Bevölkerung durch die deutsch-römischen Kaiser aufgeführt.